# Louise Marie Adelaide av Bourbon

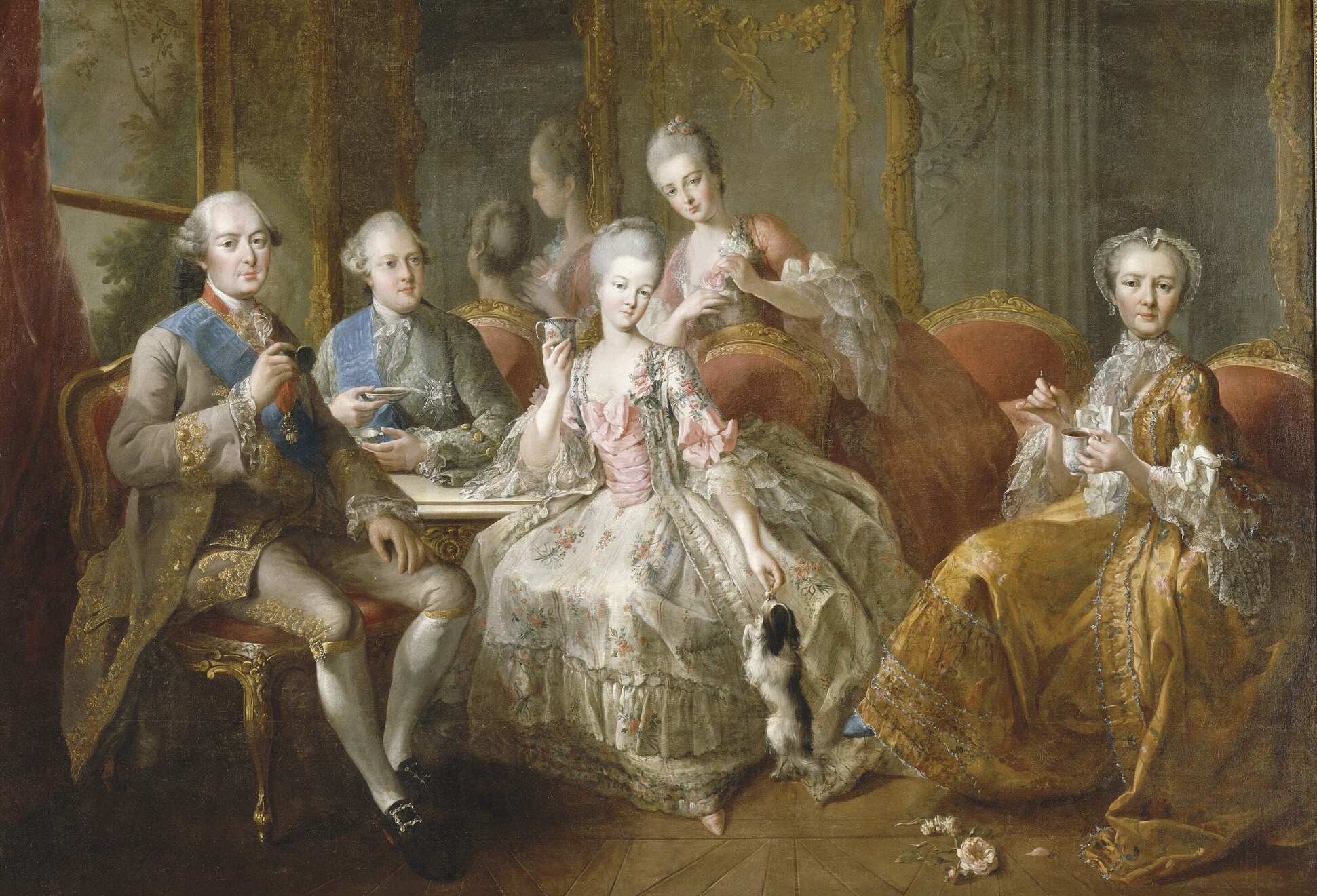
La famille du Duc de Penthièvre dit la tasse de chocolat

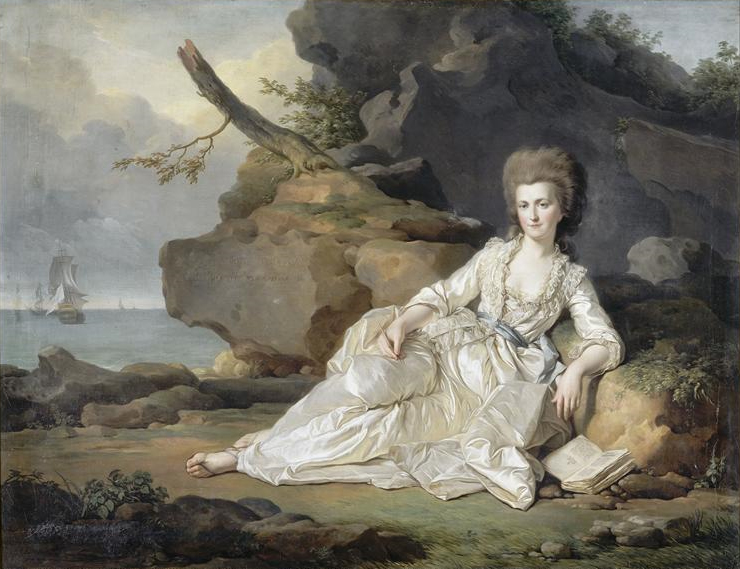
Louise Marie Adélaïde de Bourbon

Louise Marie Adelaide av Bourbon, född 13 mars 1753, död 23 juni 1821, var en fransk prinsessa; hertiginna av Orleans som gift med hertig Louis Philippe d'Orléans, och mor till kung Ludvig Filip I av Frankrike. 

## Biografi

### Tidigt liv
Hon var dotter till Louis Jean Marie de Bourbon, hertig av Penthièvre, som var sonson till Ludvig XIV genom dennes illegitima son Louis Alexandre de Bourbon (greve av Toulouse), och den italienska prinsessan Maria Theresa Felicitas av Modena. Hennes bror var gift med den berömda prinsessan de Lamballe. När hennes bror år 1768 avled utan arvingar, blev hon den sista medlemmen av familjen Bourbon-Penthièvre, och den rikaste arvtagerskan i Frankrike före revolutionen. Hon fick en typisk uppfostran för kvinnliga medlemmar av aristokratin, först av en guvernant och därefter i en klosterskola, Abbaye de Montmartre i Paris. Hennes far, som var en känd filantrop, uppfostrade henne också till att bedriva välgörenhet.  

### Äktenskap
Hennes äktenskap med arvtagaren av huset Orléans, en sidogren av det franska kungahuset, arrangerades av hennes socialt ambitiöse far, som ville bli accepterad som en medlem av kungahuset. Hennes tilltänkte svärfar avvisade initialt förslaget, eftersom hennes familj var en illegitim gren av kungahuset medan huset Orléans var legitim, men sedan hon tack vare sin brors död blev ensam arvtagare till Frankrikes kanske största privatförmögenhet, accepterades förslaget. Ludvig XV, som ville förhindra en sådan stor förmögenhet från att komma under familjen Orléans kontroll, avrådde hennes far från äktenskapet med motiveringen att hennes blivande make var en utsvävande libertin och att hon knappast skulle bli lycklig. Vigseln ägde dock rum på slottet i Versailles 5 april 1769 i närvaro av medlemmar av kungahuset, och paret bosatte sig därefter i Palais Royal i Paris. Maken efterträdde sin far som hertig av Orléans 1785. 
Äktenskapet blev olyckligt och förorsakade Louise en långvarig depression. Maken påbörjade 1772 ett förhållande med den demokratiska författaren Félicité de Genlis, som 1779 blev deras barns guvernant och som uppfostrade dem separat från föräldrarna i Dames de Bellechasse. Såväl maken som de Genlis var anhängare av radikala demokratiska värden, medan Marie Adelaide själv var konservativ, och de Genlis uppfostrade hennes barn enligt radikala idéer, något som fjärmade dem från Marie Adelaide och gav upphov till konflikter. 

### Franska revolutionen
Efter franska revolutionens utbrott inträdde en definitiv brytning med både hennes barn och hennes make, när hennes äldste son blev medlem i den radikala Jakobinklubben, och hennes make blev känd som Philippe Egalité för sitt stöd för republiken och revolutionen. Vid denna tid kommunicerade paret enbart via skrift. 
I april 1791 separerade hon slutligen från sin make och flyttade till sin far i slottet château de Bizy i Normandie. 1792 mördades hennes före detta svägerska prinsessan de Lamballe under septembermorden i Paris. Samma år sände hennes make deras dotter och Félicité de Genlis till Schweiz. I mars 1793 emigrerade hennes äldste son och sökte asyl hos Frankrikes fiende Österrike. Detta resulterade i att regeringen i april utfärdade en arresteringsorder för samtliga medlemmar av familjen Orléans, något som ledde till att hennes make och hennes två yngre söner blev arresterade och fängslade. Marie Adelaide själv blev av hälsoskäl satt i husarrest hos sin far, som vid denna tid dog en naturlig död, sedan han avstått halva sin förmögenhet till staten. Även Marie Adelaides förmögenhet konfiskerades.  
Efter hennes makes avrättning i november 1793 överfördes Marie Adelaide, som nu var känd som "Veuve Égalité", till Luxemburgpalatset i Paris, som då tjänstgjorde som politiskt fängelse. Hon mötte där den fängslade politikern Jacques-Marie Rouzet, som blev hennes älskare, och som hon sedan levde med i resten av sitt liv. Marie Adelaide var nära att bli avrättad, men överlevde Robespierres och skräckväldets fall 1794, och överfördes då till Pension Bellhomme, ett lyxfängelse för de rika. Hennes älskare Rouzet, som blev medlem av Femhundrarådet efter skräckväldets fall, lyckades år 1796 utverka hennes och hennes två yngre söners frigivning. Hon fick dock inte träffa sina söner igen, eftersom de hade släppts fria enbart på villkor att de omedelbart utvisades till USA. Själv blev hon efter frigivningen sambo med Rozet i Paris. 

### Senare liv
År 1797 utvisades alla medlemmar av det före detta kungahuset från Frankrike, och Marie Adelaide emigrerade till Spanien tillsammans med Rouzet och hennes svägerska Bathilde av Orléans. Rouzet skulle officiellt enbart eskortera henne till gränsen, men han följde efter henne i hemlighet, och de levde sedan tillsammans som sambo, han officiellt som hennes sekreterare. Hon gav honom titeln greve de Folmont. 1801 återsåg hon sin dotter, som kom för att bo med henne. Paret tvingades fly från Spanien till Menorca under Napoleons invasion 1808. Hon närvarade på sin äldste sons önskan på hans bröllop med Maria Amalia av Sicilien och Neapel  i Palermo på Sicilien 25 november 1809, och levde sedan där i två år innan hon efter en konflikt med sin son återvände till Menorca med Rouzet, medan hennes dotter stannade kvar.  
Marie Adelaide och Rouzet återvände till Frankrike efter Napoleons fall 1814. De varken flydde eller stördes av Napoleons tillfälliga återkomst till makten under de hundra dagarna 1815. Marie Adelaide arbetade för att få tillbaka sin förmögenhet, något hon också slutligen lyckades med. Ett år efter hennes sambo Rouzets död 1820 avled hon i bröstcancer.